# Julian Leal
Omar Julian Leal Covelli, beter bekend als Julian Leal, (Bucaramanga, 11 mei 1990) is een autocoureur uit Colombia.

## Carrière

### Formule Renault 2.0
Leal begon zijn racecarrière in 2006 in de Formula Renault 2.0 PanamGP, waarin hij twee podiumfinishes in zeven races behaalde om als negende in het kampioenschap te eindigen. Hij nam ook deel in twee races van het volgende seizoen.

### Euroseries 3000
In 2007 ging Leal naar Europa om deel te nemen aan de Euroseries 3000. Hij reed voor het Italiaanse team Durango, waarmee hij als negende in de Euroseries en als elfde in de Italiaanse Formule 3000 als onderdeel van het kampioenschap.
In 2008 bleef hij in dit kampioenschap, waarin hij als zesde eindigde met vier podiumplaatsen in vijftien races. In september dat jaar won hij de Italiaanse Formule 3000 op Misano, waarbij hij Fabio Onidi en Nicolas Prost versloeg met een punt voorsprong op beiden.

### Formule Renault 3.5 Series
Aan het eind van 2008 nam Leal deel aan de Formule Renault 3.5 Series-tests op Paul Ricard en Valencia, waarbij hij reed voor de teams Draco Racing en Prema Powerteam. In december 2008 werd bekend dat Leal een deal had getekend met Prema Powerteam om in 2009 deel te nemen aan de Formule Renault 3.5 Series. Het was zijn eerste seizoen in het kampioenschap met een podium op de Hungaroring als zijn enige podiumfinish, waarmee hij 20e werd in de eindstand.
In de tests reed Leal voor Prema en Mofaz Racing in Barcelona en in december 2009 werd bekend dat hij voor Draco Racing gaat rijden in 2010, naast Formule Renault-gepromoveerde Nathanaël Berthon.

### Auto GP
In maart 2010 werd bekend dat Leal ook ging rijden in het nieuwe Auto GP-kampioenschap, waarbij hij voor het Italiaanse team Trident Racing ging rijden. Zijn teamgenoot werd de voormalig GP2- en A1GP-coureur Adrian Zaugg. Op 25 september dat jaar behaalde hij zijn eerste overwinning in de Auto GP in de eerste race op het Circuito de Navarra. Hij mocht samen met Edoardo Piscopo en de latere kampioen Romain Grosjean naar het podium.

### GP2
In januari 2011 werd bekend dat Leal in de GP2 Asia Series gaat rijden voor het team Rapax Racing. Zijn teamgenoot wordt de Zwitserse Fabio Leimer. Hij rijdt hier echter onder de Italiaanse vlag. Op 11 maart 2011 werd bekend dat Leal ook in de hoofdklasse van de GP2 mag gaan rijden in 2011. Ook hier is zijn teamgenoot Fabio Leimer. Halverwege het seizoen verruilde hij zijn Italiaanse licentie voor een Colombiaanse. Hij scoorde geen punten en werd 27e in het kampioenschap.
In 2012 stapte Leal over naar het team Trident Racing, waar hij Stéphane Richelmi als teamgenoot kreeg. Op het Valencia Street Circuit scoorde hij zijn eerste punt in de GP2 en eindigde uiteindelijk als 21e in het kampioenschap met 9 punten.
In 2013 reed Leal voor het team Racing Engineering, waar hij herenigd wordt met Fabio Leimer. In de tweede race op Spa-Francorchamps behaalde hij met een tweede plaats achter James Calado zijn eerste GP2-podium, waar hij een weekend later op het Autodromo Nazionale Monza een tweede podium aan toevoegde. Met 62 punten eindigde hij als twaalfde in het kampioenschap.
In 2014 stapt Leal over naar het team Carlin.